# Microsoft Intune
 (décembre 2024).

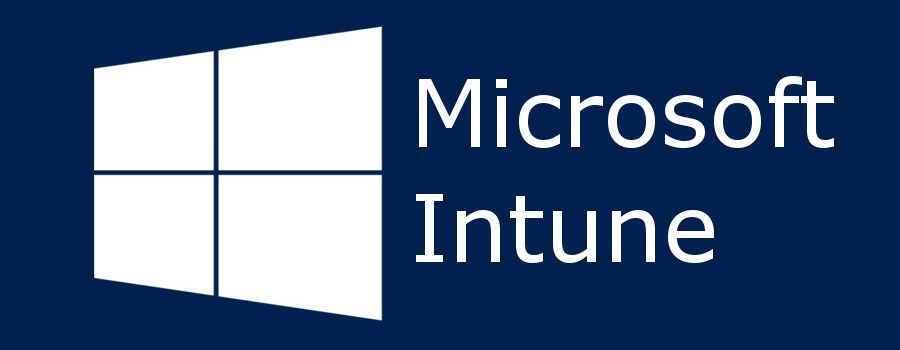
Logo de Microsoft Intune.

Microsoft Intune (anciennement Windows Intune) est un service de gestion unifiée des terminaux basé sur le cloud Microsoft pour les appareils d'entreprise et BYOD. Il étend certaines des fonctionnalités « sur site » de Microsoft Configuration Manager au cloud Microsoft Azure. 
Aucune infrastructure sur site n'est requise pour que les clients puissent utiliser Intune, et la gestion s'effectue à l'aide d'un portail web,.
Microsoft Intune est une solution de gestion des terminaux basée sur le cloud. Il gère l'accès des utilisateurs et simplifie la gestion des applications sur de nombreux appareils, y compris les terminaux mobiles, les ordinateurs de bureau et les machines virtuelles. À mesure que les organisations s’orientent vers des effectifs hybrides et distants, elles sont confrontées au défi de gérer les appareils permettant d’accéder aux ressources organisationnelles. Le personnel et les étudiants doivent collaborer, travailler de manière transversale et accéder et participer à ces ressources en toute sécurité. Les gestionnaires doivent protéger les données de l’organisation, gérer l’accès des utilisateurs finaux et assister les utilisateurs où qu’ils travaillent. 
Intune prend en charge les systèmes d'exploitation Android, iOS, Linux, macOS et Windows. L'administration se fait via un navigateur web. La console d'administration permet à Intune d'appeler des tâches à distance telles que des analyses de logiciels malveillants. Depuis la version 2.0, l'installation de packages logiciels au format .exe, .msi et .msp est prise en charge. Les installations sont chiffrées et compressées sur Microsoft Azure Storage.
Les informations d'inventaire sont enregistrées automatiquement. Les ordinateurs gérés peuvent être regroupés lorsque des problèmes surviennent. Intune peut envoyer des alertes par courriel au service support ou à un prestataire. 
Depuis mars 2023, Microsoft Intune est disponible en 3 versions : Intune Plan 1, Intune Plan 2 et Intune Suite. Le Plan 2 ou la Suite n'incluent pas le Plan 1.

## Historique
Microsoft Intune est lancé sous le nom de Windows Intune en avril 2010. Microsoft a annoncé son intention d'étendre le service à d'autres plateformes et de le renommer Microsoft Intune le 8 octobre 2014. 